# 海倫駅
海倫駅（かいりんえき）とは、中華人民共和国黒竜江省綏化市海倫市に位置する浜北線の駅。

## 歴史
- 1929年　開業。

## 隣の駅
中華人民共和国鉄道部
浜北線
東辺井駅 - 綏リョウ駅 - 扎音河駅